# Ramón Ulloa
Ramón del Tránsito Ulloa Contreras (Castro, 7 de marzo de 1968) es un periodista chileno que ha participado en varios programas de televisión y radio.

## Biografía
Hijo de campesinos de Voigue, islas Chauques, nació en Castro, Isla Grande de Chiloé. A los pocos meses se fue a vivir a Puerto Montt con unos tíos maternos, estancia que después, debido a su frágil salud y a la conveniencia de vivir en una ciudad con servicios hospitalarios, se volvió permanente.
Cursó sus estudios secundarios en el Liceo Industrial de Puerto Montt.
Tuvo un breve paso como arquero del club de Deportes Puerto Montt, dos años antes de entrar a estudiar periodismo. En una oportunidad, en un trabajo de arqueros que desarrollaban el preparador físico Heriberto Soto y el entrenador Hernán «Clavito» Godoy, tuvo una mala caída, sufriendo un grave esguince en uno de sus tobillos, lo que significó una importante lesión en su carrera.
Estudió periodismo en la Universidad de Chile y realizó su práctica profesional en El Diario Austral de Puerto Montt.

## Carrera profesional

### Televisión
Trabajó desde 1990, y por cuatro años, en Televisión Nacional de Chile, donde empezó en el área internacional y fue reportero de Zoom deportivo. Luego se integró al equipo de la edición central del informativo 24 Horas donde durante tres años cubrió el frente deportivo. En noviembre de 1994 emigró a Megavisión donde fue parte del equipo fundador del programa periodístico Aquí en vivo, junto a Patricio Caldichoury, Santiago del Campo, Mirna Schindler y Rafael Illanes. Fue reportero y conductor reemplazante de ese programa.
En febrero de 1998 ingresó a Canal 13; como reportero de ese canal, le correspondió cubrir eventos importantes como la Copa Mundial de Fútbol de Francia 1998, la detención del dictador Augusto Pinochet en Londres (octubre de 1998), el Encuentro Mundial de Jóvenes (julio de 2000), la muerte de Juan Pablo II (abril de 2005), la canonización de Alberto Hurtado (octubre de 2005). Condujo por nueve años los noticieros Teletrece AM (enero de 1999-enero de 2005) y Teletarde (mayo de 2005-julio de 2008), y el programa Sábado de Reportajes (2004-2008).
En diciembre de 2008 emigró al nuevo canal de noticias CNN Chile donde fue conductor de los noticieros Primera Edición y CNN Prime.
En marzo de 2012 se confirmó su regreso a Canal 13 en cual toma el cargo de conductor junto a Montserrat Álvarez de Teletrece.

### Radio
Comenzó su carrera radial en Radio Reloncaví en 1988, Trabajó en Radio Pudahuel en 1997, donde condujo el espacio matinal de música y noticias AudioNoticias, junto al locutor Poncho Pérez. Luego trabajó en Radio Chilena en donde condujo durante tres años el programa informativo Vamos de Vuelta (2001-2003) y en Radio Infinita en donde condujo junto a Macarena Puigrredón, primero, después, con Verónica Schmidt, y más tarde, con Puigrredón y Mauricio Hofmann, el programa Panorama en Infinita (2006-2014).
Desde 2015 trabaja en Tele13 Radio junto a Carolina Urrejola en el programa Conexión Tele13.